# Janus
Janus – jedno z najważniejszych bóstw staroitalskich czczone w starożytnym Rzymie. Był bogiem wszelkich początków, a także opiekunem drzwi, bram, przejść i mostów, patronem umów i układów sojuszniczych.
Od niego pochodzi łacińska nazwa miesiąca stycznia (Ianuarius). W późniejszych przedstawieniach alegorycznych (renesans, barok) uosabiał zimę.

## W mitologii
Był bóstwem o nieznanym pochodzeniu (rodowodzie); niektóre mity podają go za dziecko Saturna i Entorii (według innych miał być jej bratem). W pojęciu Rzymian Janus uchodził za pierwszego władcę Lacjum. Wzgórze, na którym rezydował, otrzymało na jego cześć nazwę Janikulum. Początkowo dzielił władzę z Camesesem, a następnie z Saturnem, który wypędzony przez Jupitera, znalazł u niego schronienie, na tyle gościnne, że odwdzięczył mu się przekazanym darem widzenia przyszłości i przeszłości. Inny z mitów przypisywał mu rządy w Italii jeszcze przed Saturnem i Jupiterem oraz ustanowienie czci i świątyń dla wszystkich pozostałych bogów.
Miał być małżonkiem źródlanej nimfy Juturny i ojcem Fonsa – także opiekuna źródeł. Według innej wersji jego małżonką (i siostrą) była Kamese (Camasene), która urodziła mu syna imieniem Tiberinus, patrona głównej rzeki Lacjum. Towarzyszami Janusa byli Limentinus, Lima, Forculus i Cardea. W czasach cesarstwa pod wpływem mitologii i filozofii greckiej widziano w nim jedynie króla, który przywędrował do Rzymu z Tesalii i dziki lud nauczył bogobojności, praw i obyczajów, sztuk, uprawy roli i wszystkiego, co potrzebne dla przeżycia i trwania gatunku ludzkiego.

## Pochodzenie
Zdaniem religioznawców był prastarym bogiem Latynów z okresu przedetruskiego, symbolizującym kult światła i słońca. Dopuszcza się możliwość, iż było to adaptowane bóstwo etruskie, którego ślady kultu stwierdzono w Volterrae, Falerii i przypuszczalnie w Clusium.
Horacy podaje, że każdego poranka kapłani wzywali go imieniem Pater matutinus; jako taki łączony był też z italskim bóstwem brzasku i narodzin (Mater Matuta). W trakcie późniejszych przekształceń Janus stał się bogiem przemian i czasu, początku i końca, wszechrzeczy, źródeł, „niejako pierwszym bóstwem, twórcą bogów i ludzi. I nawet wówczas, kiedy Jowisz wyrósł na naczelnego boga Rzymian, Janus zachował część swojej godności: we wszystkich modłach wymieniano go na pierwszym miejscu”.
Imię jego kojarzono ze słowem ianua (brama, drzwi, wejście) i z czasownikiem irruo (wchodzić, wjeżdżać). Poza tym znano go i czczono pod wieloma imionami, stanowiącymi wytworzone później określenia i przydomki: Pater (Januspater), Quirinus, Patuculus/Patulcius (tj. otwierający), Claviger oraz Clusius (zamykający), Portae Belli i in. Pośrednio tłumaczy to ścisły związek łączący go z Portunusem (synem bogini Mater Matuta), również uważanym za opiekuna przystani i portów, strażnika bram i drzwi, podobnie przedstawianego z kluczem w dłoni.

## Ikonografia
Tradycyjnie przedstawiano go jako „poważną postać męską o dwóch brodatych obliczach, z których jedno patrzyło na wschód, drugie na zachód”, a ponadto z kluczami i laską lub rózgą. Stąd określenia: Ianus Geminus (bliźniaczy), Ianus Bifrons (dwuobliczny) albo Biceps (dwugłowy), a nawet Quadrifrons (czwórobliczny) lub Quadriformis (czwórpostaciowy, czwóristny) – jak uwidoczniono to np. na monetach cesarza Hadriana. Jego najstarsze wyobrażenia spotykane są na pierwszych rzymskich monetach (tzw. aes grave), a w symbolice zawartej na rzymskich pieniądzach zajmuje wyróżnione miejsce, bo umieszczano go na miedzianym asie, podczas gdy Jowisza tylko na semisie.
Wśród Rzymian panowało przekonanie, że najstarsze monety wybił Janus na cześć Saturna, który przybył okrętem z Krety do Italii; tak tłumaczono też wyobrażenie dziobu okrętu (prora, rostrum) na rewersie miedzianych asów rzymskich z czasów Republiki. W ujęciu Owidiusza (Fasti) dwie twarze Janusa symbolizowały jego władzę nad ziemią i niebem, zaś według Makrobiusza – nad przeszłością i przyszłością. Później dwutwarzowa głowa bóstwa stała się również symbolem dwuznaczności albo dobrej i złej strony tego samego zjawiska.

## Kult

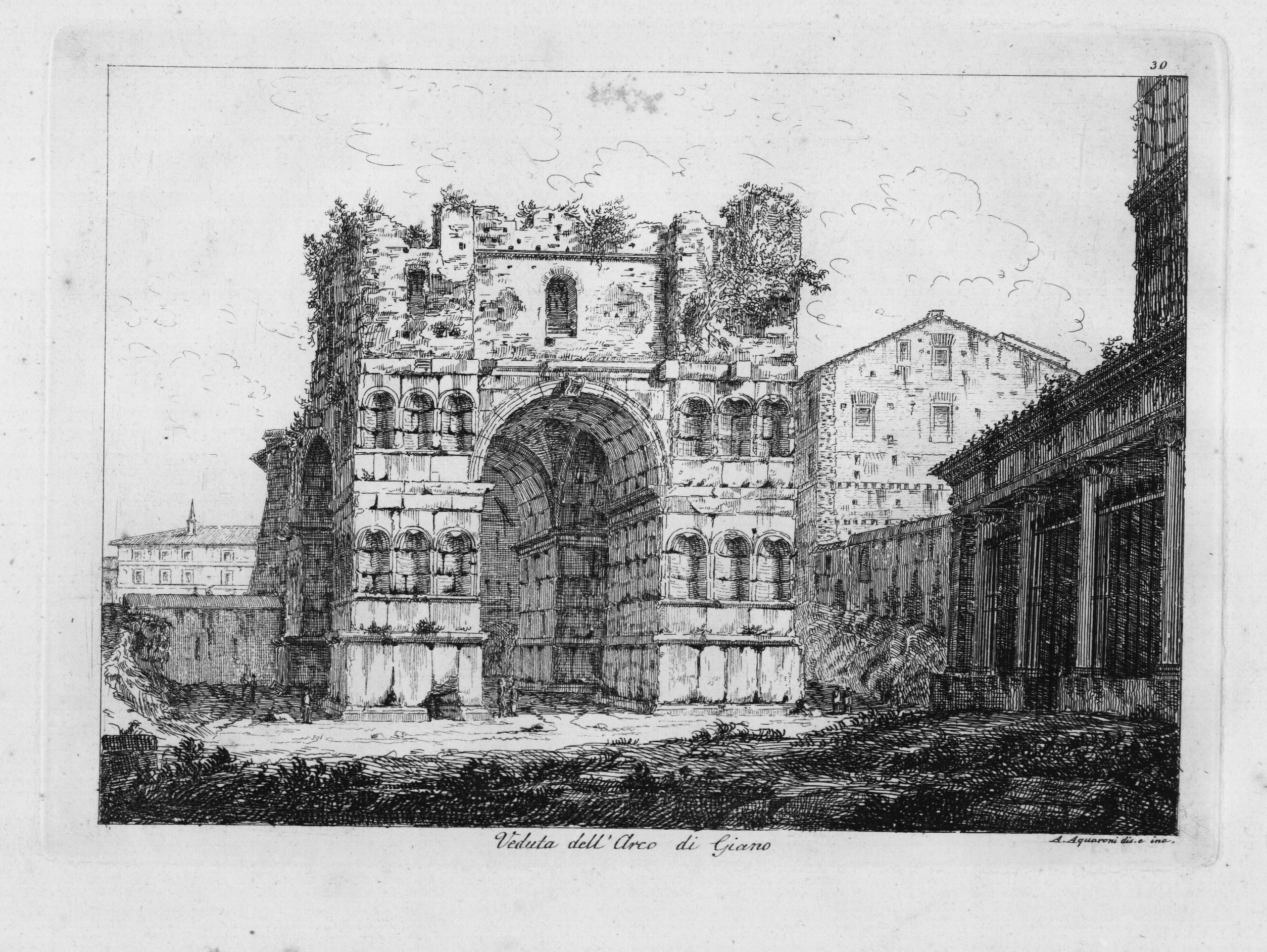
Podwójny Łuk Janusa w Rzymie (rycina J.B. Piranesiego z XVIII w.)

W domach poświęcone mu były wszystkie drzwi, przy których zazwyczaj umieszczano jego posągi. W Rzymie, w północnej części Forum, niedaleko siedziby senatu – Kurii, znajdowała się świątynia Janusa, którą zgodnie z tradycją miał wznieść Numa Pompiliusz. „Była to po prostu prastara brama z najdawniejszych obwarowań, którą dla szczególnej świętości zachowano... Jej czarne, omszałe ściany, zbudowane z nierównych bloków kamienia, okryto płytami brązowymi…”. Związane z powstaniem tego sanktuarium podanie głosiło, iż podczas napadu Sabinów na Rzym w poświęconej Janusowi bramie miało wytrysnąć potężne źródło wrzącej wody, w której śmierć poniosło wielu nieprzyjaciół.
Bramy tego przybytku zamykano w czasie pokoju, a otwierano na czas zbrojnego konfliktu, żeby mogły tam przejść i otrzymać błogosławieństwo wojska udające się na wojnę. Wewnątrz stał posąg Janusa zwrócony twarzami na wschód i zachód. Szczególnej czci bóg doświadczał w momencie oficjalnego wypowiedzenia wojny, a także przy ceremonii zawarcia pokoju. Jego błogosławieństwa upraszał każdy konsul obejmujący swój urząd. Wzywano go słowami: Iane, fac aeternos pacem pacisque ministros! („Janusie, uczyń wiecznymi pokój i zsyłających pokój!”).
Inną świątynię poświęconą bóstwu miał na Forum Holitorium wznieść w III w. p.n.e. konsul Gajusz Duiliusz jako wotum po zwycięskiej bitwie pod Mylae z łupów zdobytych na pokonanych Kartagińczykach.   

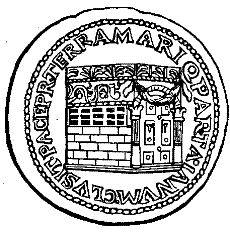
Zamknięta i udekorowana świątynia na sestercu Nerona

O randze kultowej tego bóstwa świadczy też fakt, że imienia jego wzywano przed składaniem wszelkich ofiar. Ponadto Janusowi – podobnie jak Jupiterowi – zwykle powierzano w opiekę początek każdego ważniejszego przedsięwzięcia, transakcji handlowej, dalekiej podróży, zasiewu i zbioru plonów, w modłach nierzadko wymieniając go nawet przed najwyższym bóstwem.
Głównym jego świętem był pierwszy dzień roku (calendae Ianuariae), kiedy wzajemnie składano sobie życzenia i drobne podarki (m.in. wypiekane z mąki ciastko zwane ianual) na dobrą wróżbę; wtedy powoływano też na urząd nowo wybranych urzędników. Domy ozdabiano wieńcami i gałązkami wawrzynu. W inne święto, zwane Agonium i obchodzone według kalendarza Rzymian 9 stycznia, kapłan zastępujący władcę (rex sacrorum) składał mu w ofierze barana. Poza tym poświęcony był mu każdy pierwszy dzień miesiąca, w którym otrzymywał ofiarę z wina, kadzidła i owoców.
Janus był bogiem czysto rzymskim, niemającym odpowiednika w mitologii greckiej, a praktykowania jego kultu nie stwierdzono poza Rzymem. Jedyna gallorzymska świątynia nosząca jego imię, znajdująca się w Autun (rzymskie Augustodunum), została mu  przypisana omyłkowo i w istocie nie wiadomo, do jakiego bóstwa należała.